# Tempira
Tempira (em grego: Τέμπυρα; romaniz.: Témpyra; em latim: Timpirum; Ad Unimpara) foi uma antiga colônia grega da Trácia, na costa do mar Egeu, fundada por colonos de Samotrácia a leste de Sale. Sua localização precisa é desconhecida. Para o explorador do século XVIII Paul Lucas poderia ser identificada com a moderna Gurschine, porém é incerta a associação. Seja qual forma sua localização, é sabido que se situava entre Trajanópolis a oeste e Cípsela e Mosinópolis a leste, num desfiladeiro desflorestado.
Em decorrência de sua posição, transformou-se num ponto conveniente para as operações das tribos predatórias das redondezas. Foi próximo a ela que, em 188 a.C., o cônsul romano Cneu Mânlio Vulsão foi derrotado num ataque surpresa dos trausos. Mais tarde, após a anexação romana do Reino da Macedônia em 146 a.C., foi incorporada ao sistema de cidades da Via Egnácia, que à época foi ampliada de Salonica, seu terminal oriental original, para Cípsela. É citada na Tristia de Ovídio, que afirma que passou por ela durante seu exílio de Roma.